# Tour des Flandres 1984
Le Tour des Flandres 1984 est la 68e édition du Tour des Flandres. La course a lieu le 1er avril 1984, avec un départ à Saint-Nicolas et une arrivée à Meerbeke sur un parcours de 268 kilomètres. 
Le Néerlandais Johan Lammerts s'impose en solitaire devant Sean Kelly et Jean-Luc Vandenbroucke.

## Classement final
|    | Coureur                | Pays                 | Équipe                   | Temps           |
| -- | ---------------------- | -------------------- | ------------------------ | --------------- |
| 1  | Johan Lammerts         | Pays-Bas             | Panasonic-Raleigh        | 6 h 45 min 47 s |
| 2  | Sean Kelly             | Irlande              | Skil-Sem-Mavic-Reydel    | + 25 s          |
| 3  | Jean-Luc Vandenbroucke | Belgique             | La Redoute               | m.t.            |
| 4  | Flup Vandenbrande      | Belgique             | Splendor-Mondial-Marc    | m.t.            |
| 5  | Rudy Matthijs          | Belgique             | Splendor-Mondial-Marc    | m.t.            |
| 6  | Ludo De Keulenaer      | Belgique             | Panasonic-Raleigh        | m.t.            |
| 7  | Gregor Braun           | Allemagne de l'Ouest | La Redoute               | + 44 s          |
| 8  | Luc Colijn             | Belgique             | Safir-Van de Ven-Colnago | + 49 s          |
| 9  | Rudy Rogiers           | Belgique             | Splendor-Mondial-Marc    | m.t.            |
| 10 | Eric Vanderaerden      | Belgique             | Panasonic-Raleigh        | m.t.            |